# 名鉄ワフ10形貨車
名鉄ワフ10形貨車（めいてつワフ10がたかしゃ）とは、かつて名古屋鉄道で運用されていた木造貨車（有蓋緩急車）である。2両（ワフ11・ワフ12）が運用された。

## 概要
- 元は1928年（昭和3年）に日本車輌製造で製造された瀬戸電気鉄道の10ｔ積鉄骨木造有蓋緩急車ワフ10形（ワフ11・ワフ12）である。同じ年に日本車輛製造で製造された愛知電気鉄道の有蓋緩急車ワフ330形とは外観などに類似点が多い。1939年（昭和14年）に瀬戸電気鉄道が名古屋鉄道と合併すると引き継がれる。
- 戦後は西部線で社内貨物用として運用される。1965年（昭和40年）に形式消滅した。